# Area micropolitana di Mitchell

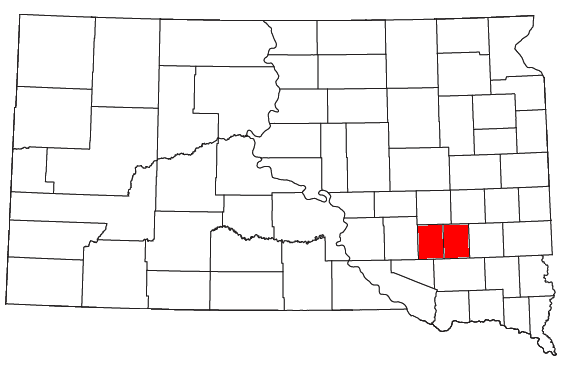
La mappa del Dakota del Sud, in rosso l'area micropolitana di Mitchell

L'area micropolitana di Mitchell, come viene definito dallo United States Census Bureau, è un'area che comprende due contee del Dakota del Sud, con "capoluogo" la città di Mitchell. Al censimento del 2000, l'area micropolitana aveva una popolazione di 21.880 abitanti (anche se una stima del 1º luglio 2009 indica 22.482 abitanti).

## Contee
- Davison
- Hanson

## Comunità
- City
  - Alexandria
  - Emery
  - Mitchell (città principale)
  - Mount Vernon
- Town
  - Ethan
  - Farmer
  - Fulton
- Census-designated place
  - Loomis
- Comunità non incorporate
  - Epiphany

## Società

### Evoluzione demografica
Secondo il censimento del 2000, la popolazione era di 21.880 abitanti.

### Etnie e minoranze straniere
Secondo il censimento del 2000, la composizione etnica dell'area micropolitana era formata dal 96,70% di bianchi, lo 0,23% di afroamericani, l'1,71% di nativi americani, lo 0,38% di asiatici, lo 0,02% di oceanici, lo 0,26% di altre razze, e lo 0,69% di due o più etnie. Ispanici o latinos di qualunque razza erano lo 0,61% della popolazione.